# Ode to My Family
Ode to My Family é uma canção da banda irlandesa de rock alternativo The Cranberries. Foi lançada em novembro de 1994 como o segundo single de seu segundo álbum de estúdio No Need to Argue. Fez sucesso na Oceania e em vários países europeus. Em 2017, foi lançada como uma versão acústica e despojada no álbum Something Else da banda.

## Faixas
7" single
1. "Ode to My Family"
2. "So Cold in Ireland"

## Paradas e vendas

### Paradas
| Parada (1995)                                  | Melhor colocação |
| ---------------------------------------------- | ---------------- |
| Austrália (ARIA)                               | 5                |
| Bélgica (Ultratop 50 de Flandres)              | 18               |
| Canada (The Record)                            | 16               |
| Europa (Eurochart Hot 100)                     | 33               |
| França (SNEP)                                  | 4                |
| Alemanha (Offizielle Deutsche Charts)          | 29               |
| Islândia (Íslenski Listinn Topp 40)            | 1                |
| Irlanda (IRMA)                                 | 16               |
| Países Baixos (Dutch Top 40)                   | 19               |
| Países Baixos (Single Top 100)                 | 22               |
| Nova Zelândia (Recorded Music NZ)              | 8                |
| Escócia (Scottish Singles Chart)               | 18               |
| Reino Unido (UK Singles Chart)                 | 26               |
| Estados Unidos (Billboard Radio Songs)         | 39               |
| Estados Unidos (Billboard Alternative Airplay) | 11               |
| Estados Unidos (Billboard Mainstream Top 40)   | 35               |

| Chart (2018)                                          | Peak position |
| ----------------------------------------------------- | ------------- |
| Irlanda (IRMA)                                        | 46            |
| Estados Unidos (US Billboard Hot Rock Songs)          | 17            |
| Estados Unidos (US Billboard Rock Digital Song Sales) | 16            |

 
|

### Parada de final de ano
| Parada (1995)                       | Posição |
| ----------------------------------- | ------- |
| Austrália (ARIA)                    | 93      |
| França (SNEP)                       | 28      |
| Islândia (Íslenski Listinn Topp 40) | 10      |

### Certificações
| País      | Certificação | Vendagem |
| --------- | ------------ | -------- |
| Austrália | Ouro         | 35.000   |